# Jerzy Łankiewicz
Jerzy Łankiewicz (ur. 1942 w Baranowiczach) – polski prawnik, były wiceminister sprawiedliwości i były członek Kolegium IPN.

## Życiorys
Ukończył studia na Wydziale Prawa Uniwersytetu im. Adama Mickiewicza. Pracował na kierowniczych stanowiskach w Akademii Medycznej w Poznaniu oraz w Telewizji Poznań. W 1978 został dyrektorem zespołu do spraw pracowniczych w Radiokomitecie. W 1982 rozpoczął pracę w przedsiębiorstwach zagranicznych.
Od 1994 pełnił funkcję dyrektora departamentu w Ministerstwie Zdrowia i Opieki Społecznej. W latach 1995–1997 był podsekretarzem stanu w Ministerstwie Sprawiedliwości. W 1998 otworzył własną kancelarię prawno-doradczą. W 1999 z ramienia Sojuszu Lewicy Demokratycznej został powołany w skład Kolegium IPN I kadencji.
Od 2001 do 2002 był ponownie podsekretarzem stanu, a później do 2004 sekretarzem stanu w Ministerstwie Sprawiedliwości.